# Marcin Mroziński

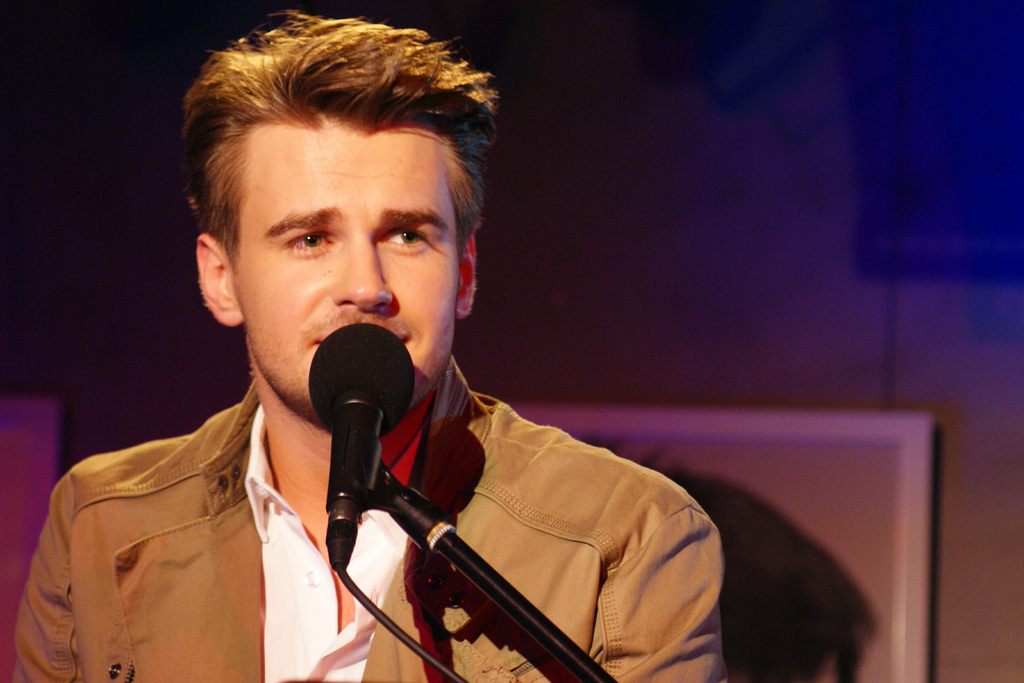
Marcin Mroziński

Marcin Mroziński é um cantor polaco.
Irá representar o seu país, a Polónia, no Festival Eurovisão da Canção 2010, em Oslo, Noruega, com a música Legenda, cantada exclusivamente em inglês e polaco.